# Đơn (nước)
Đơn hay Đan (tiếng Trung: 單) là một tiểu quốc chư hầu thời nhà Chu trong lịch sử Trung Quốc.

## Lịch sử
Theo "Nguyên thư" và "Nguyên Hòa tính toản", Chu Thành vương đã phong cho tước Hầu cho con trai út Sơn Bá Chân và quyền cai trị vùng. Tuy nhiên trong sách "Lộ Sử", "Thống chí gia phả" và "Sử dịch" cho rằng Chu Thành vương không coi trọng gia tộc Sơn. Sách "姓源" phân tích rằng Đan Mi chính là Sơn Bá Chân, con trai út của Chu Thành vương. Đây là một nước chư hầu trong Chu Tấn và có quan hệ họ hàng với hoàng tộc nhà Chu.
Năm 2003, một loạt đồ đồng được khai quật ở làng Dương Gia, My huyện, Thiểm Tây. Theo cách giải thích của những dòng chữ trên di vật, dòng họ Đan đã tồn tại ngay từ thời Văn vương và Vũ vương nhà Chu.